# Географія Малі
Малі — західноафриканська країна, що знаходиться в глибині континенту між Сахарою на півночі й Сахелем на півдні, не має виходу до моря . Загальна площа країни 1 240 192 км² (24-те місце у світі), з яких на суходіл припадає 1 220 190 км², а на поверхню внутрішніх вод — 20 002 км². Площа країни вдвічі більша за площу України. 

## Етимологія
Офіційна назва — Республіка Малі, Малі (фр. Republique de Mali, Mali). Назва країни походить від середньовічної західноафриканської імперії Малі, що сягнула свого розквіту в XIII-XVII століттях. Уперше згадується в IX столітті як держава Маллал. Мовами мандінка та бамана слово «малі» означає бегемот. Колишня колонія Французький Судан. Після проголошення незалежності обрала назву Суданська Республіка. Топонім Судан походить від арабського Білад ак-Судан (араб. البلاد السودان), що означає землю чорних.

## Географічне положення

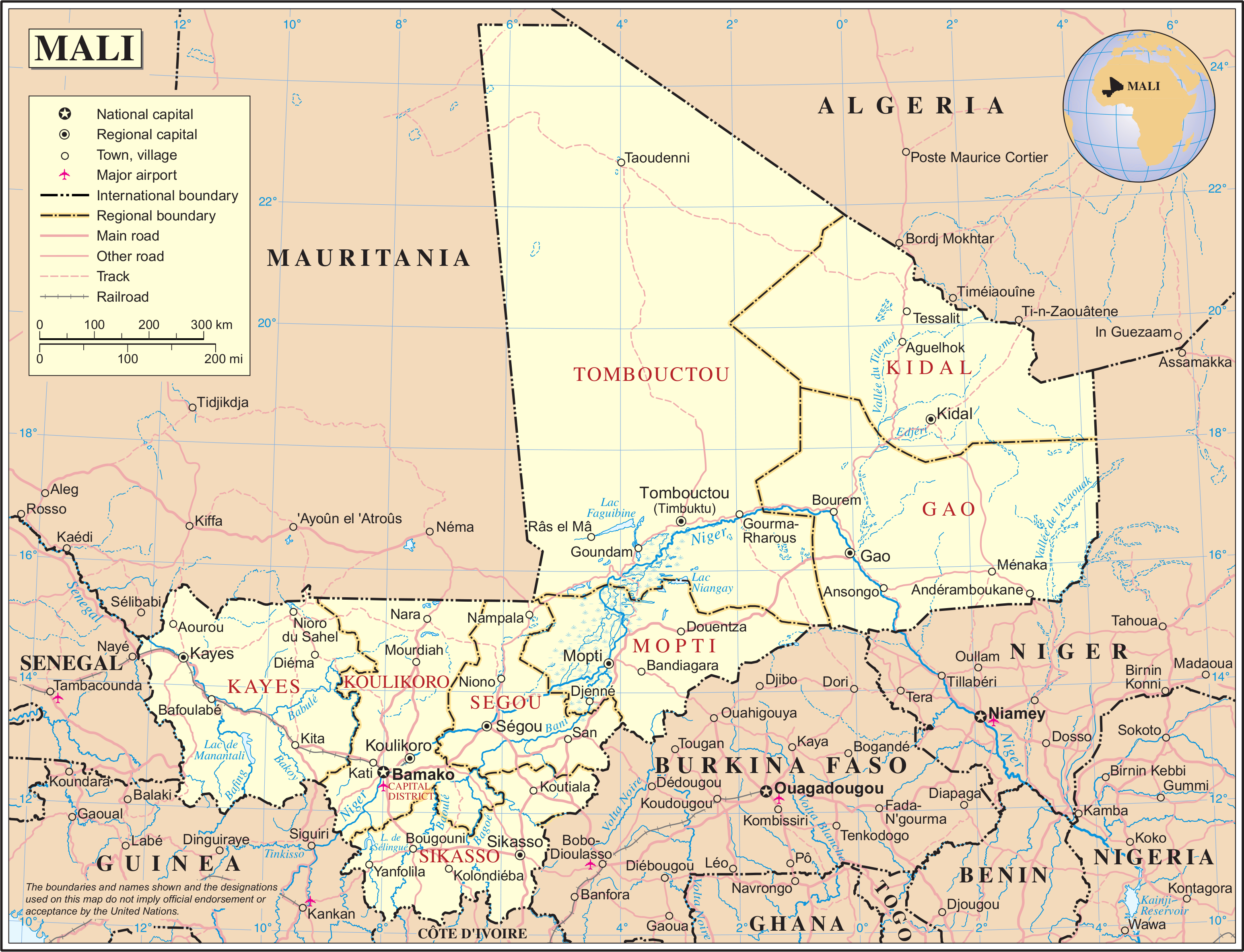
Карта Малі від ООН

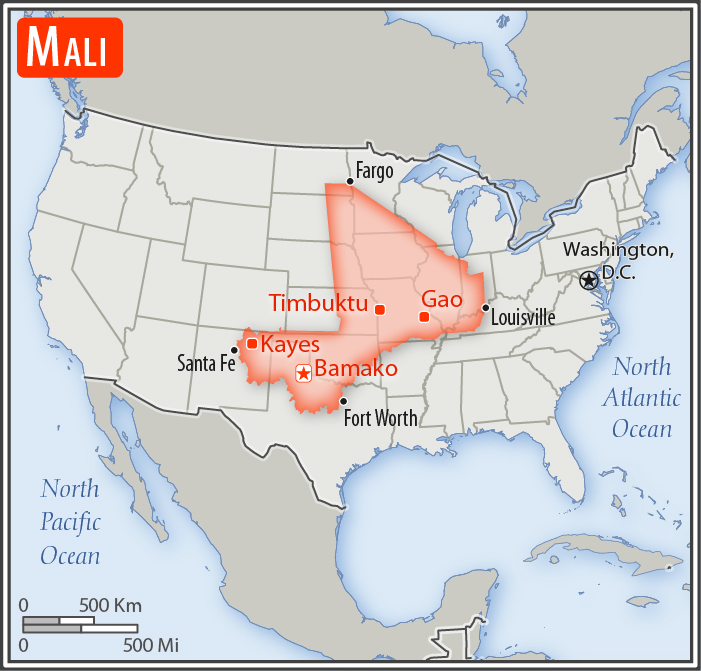
Порівняння розмірів території Малі та США

Малі — західноафриканська країна, що межує з сімома іншими країнами: на півночі — з Алжиром (спільний кордон — 1359 км), на сході — з Нігером (838 км), на південному сході — з Буркіна-Фасо (1325 км)і Кот-д'Івуаром (599 км), на південному заході — з Гвінеєю (1062 км) і Сенегалом (489 км), на заході — з Мавританією (2236 км). Загальна довжина державного кордону — 7908 км. Країна не має виходу до вод Світового океану.

### Час
Час у Малі: UTC0 (-2 години різниці часу з Києвом).

## Рельєф
Середні висоти — 343 м; найнижча точка — уріз води річки Сенегал (23 м); найвища точка — гора Гомборі (1155 м). Територія країни більшою частиною рівнинна. Північна половина Малі розташована в пустелі Сахара, центральна частина зайнята напівпустелями Сахеля, на крайньому півдні і південному заході тягнуться савани. На півночі, півдні і сході — гірські масиви висотою до 1155 м. (гора Хомборі-Тондо). На крайньому північному сході Малі підноситься масивне плато Адрар-Іфорас (висоти до 890 м).

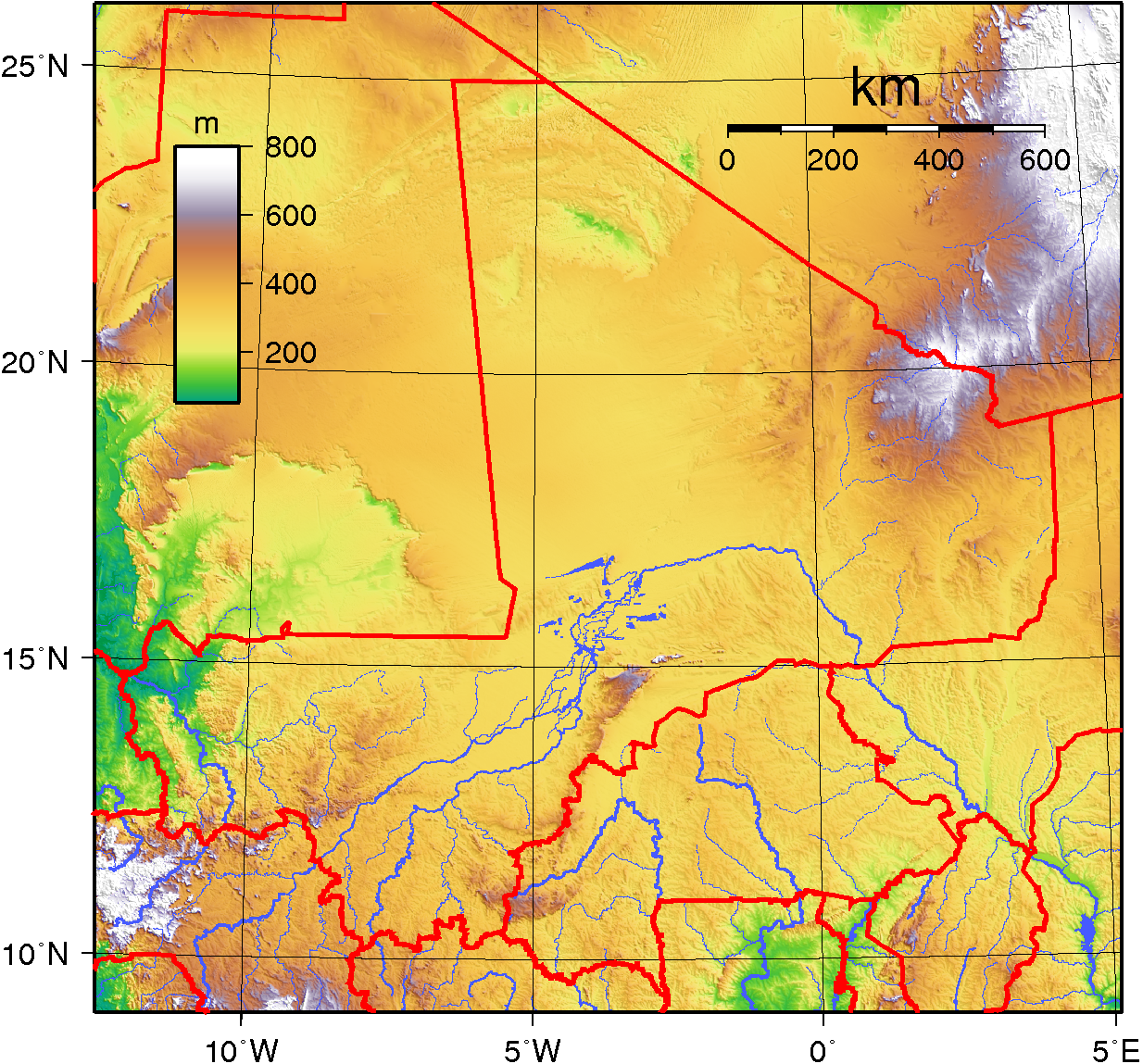
Гіпсометрична карта Малі
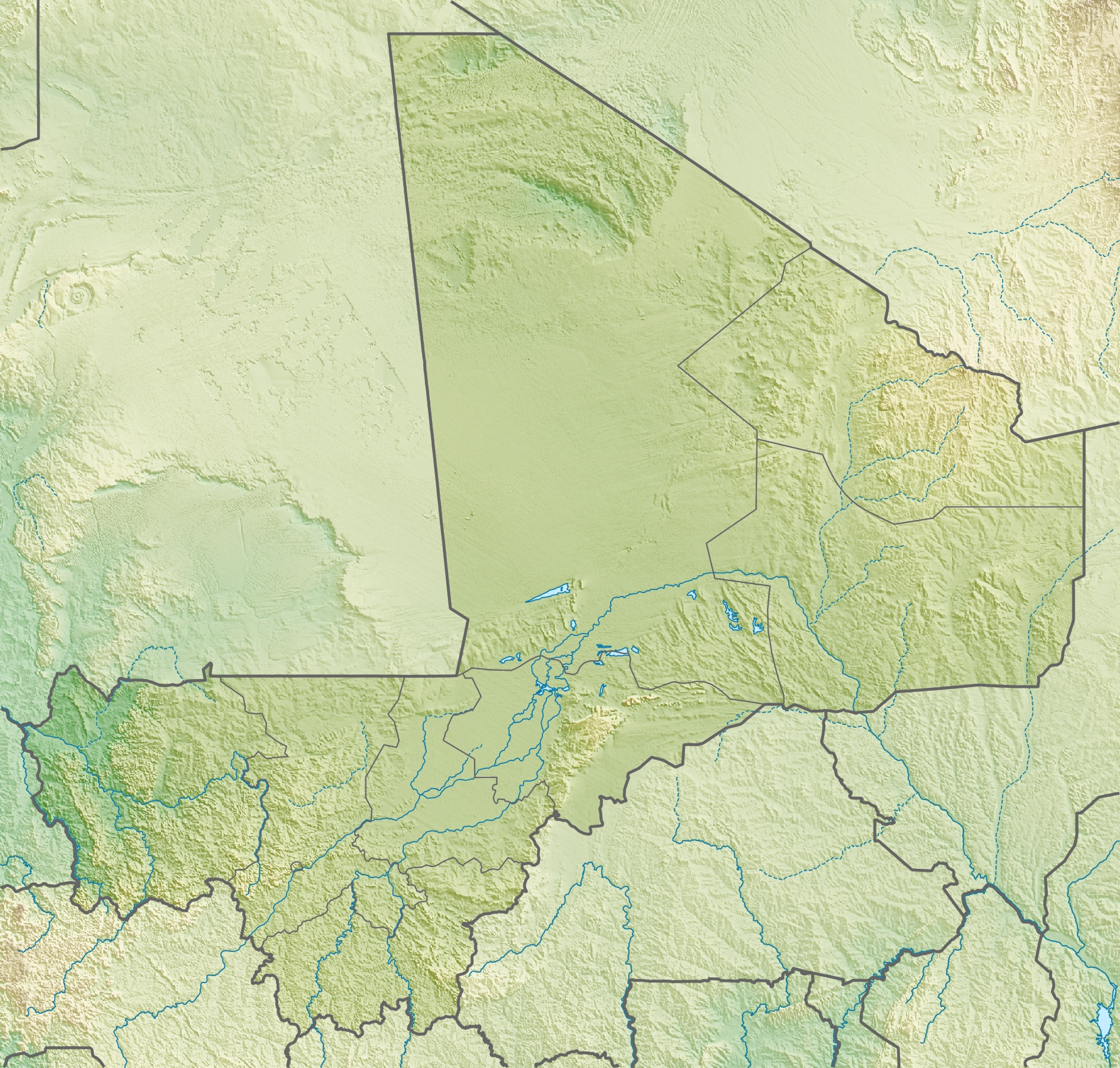
Рельєф Малі
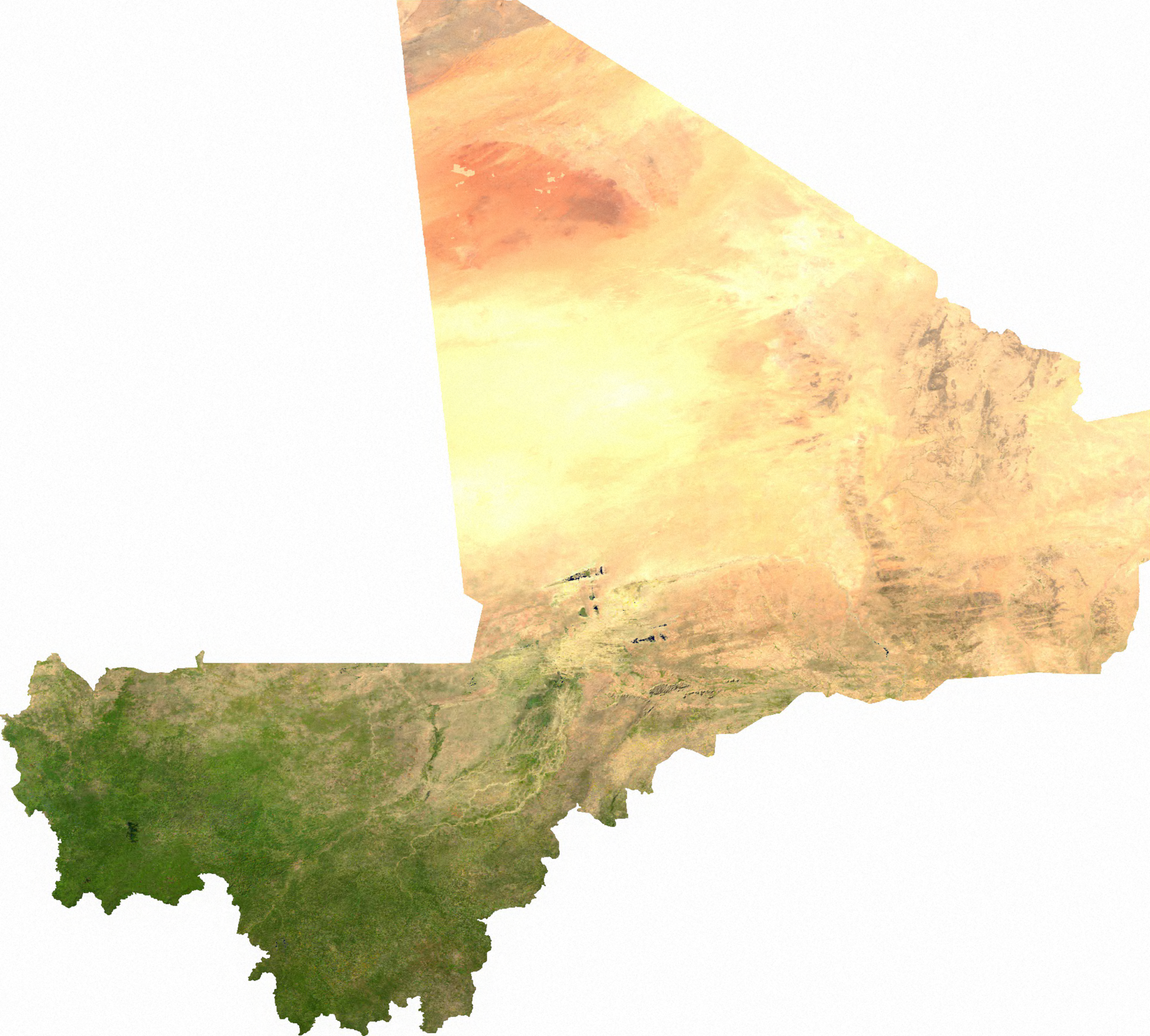
Супутниковий знімок поверхні країни
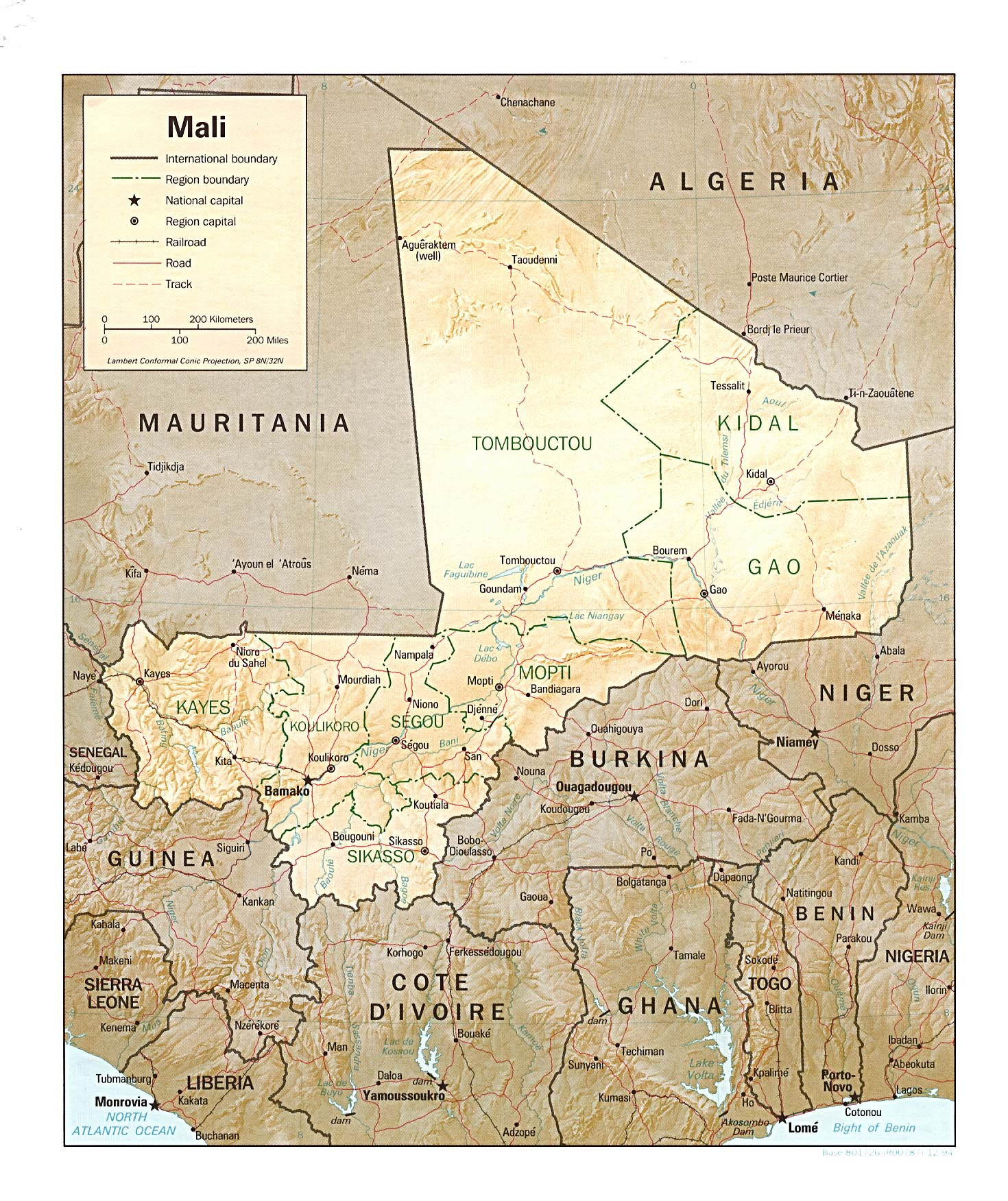
Карта країни (англ.)
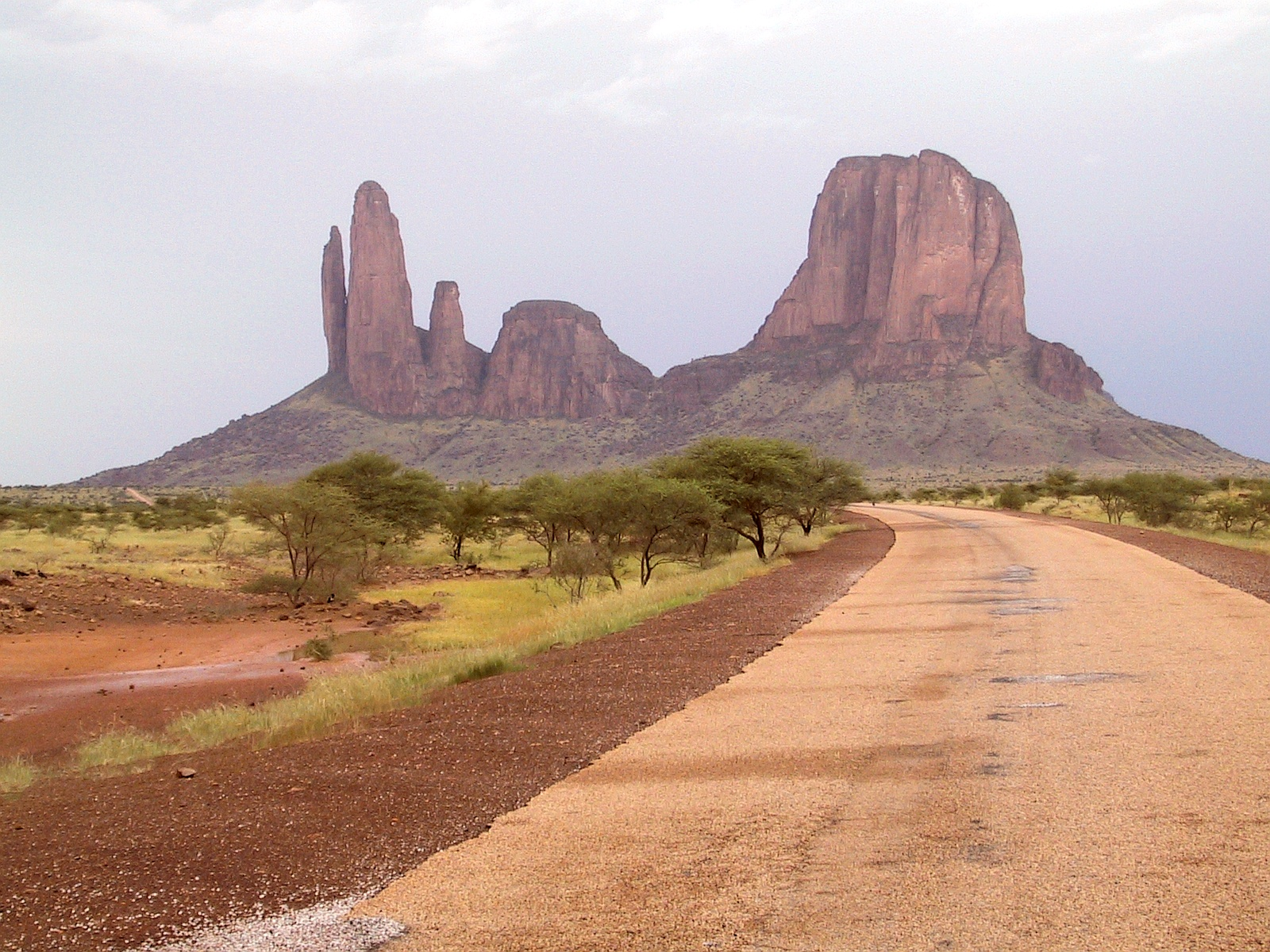
Долоня Фатіми, останець Гомборі

## Клімат
Північ Малі лежить у тропічному кліматичному поясі, південь, долина Нігеру — у субекваторіальному. На півночі увесь рік панують тропічні повітряні маси. Спекотна посушлива погода з великими добовими амплітудами температури. Переважають східні пасатні вітри. На півдні влітку переважають екваторіальні повітряні маси, взимку — тропічні. Влітку вітри дмуть від, а взимку до екватора. Сезонні амплітуди температури повітря незначні, зимовий період не набагато прохолодніший за літній. Зволоження нестійке, влітку чітко простежується сухий сезон, часті посухи.

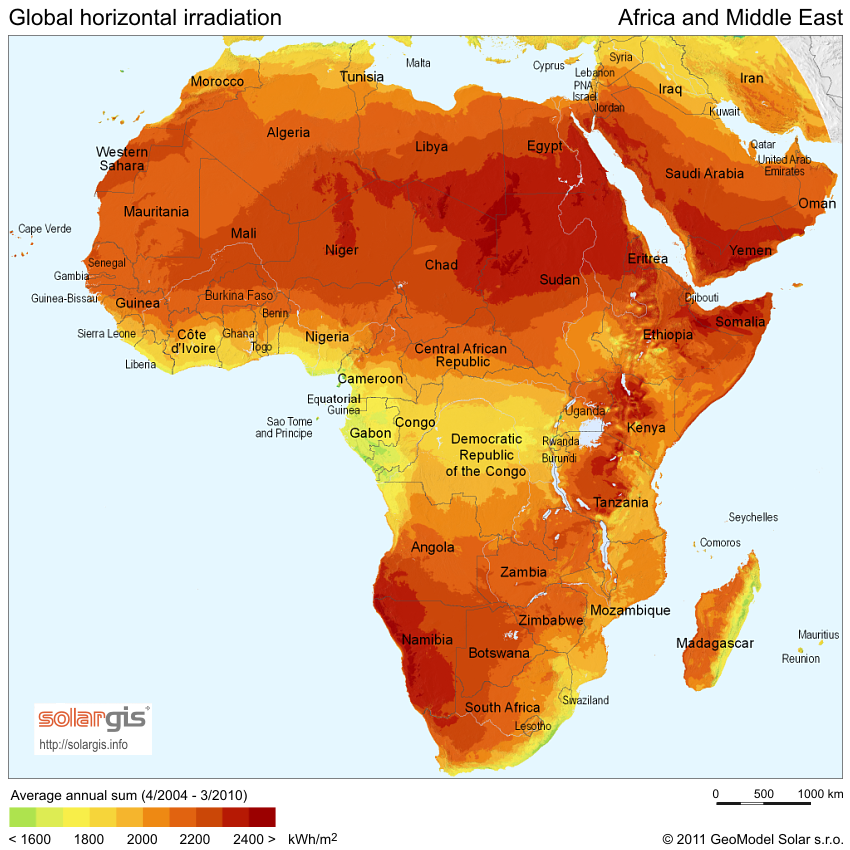
Сонячна радіація (англ.)
Кліматична карта Малі (за Кеппеном)

Малі є членом Всесвітньої метеорологічної організації (WMO), в країні ведуться систематичні спостереження за погодою.

## Внутрішні води

Гідрографічна мережа МаліГідрографічна мережа Малі
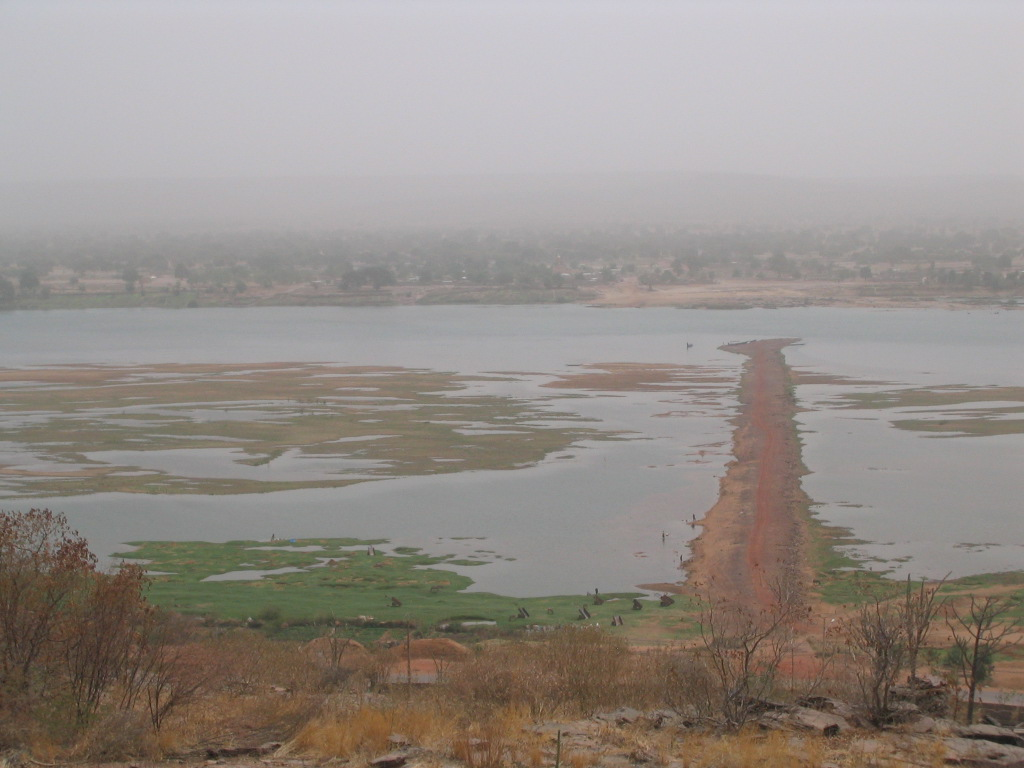
Повінь Нігера поблизу Кулікоро
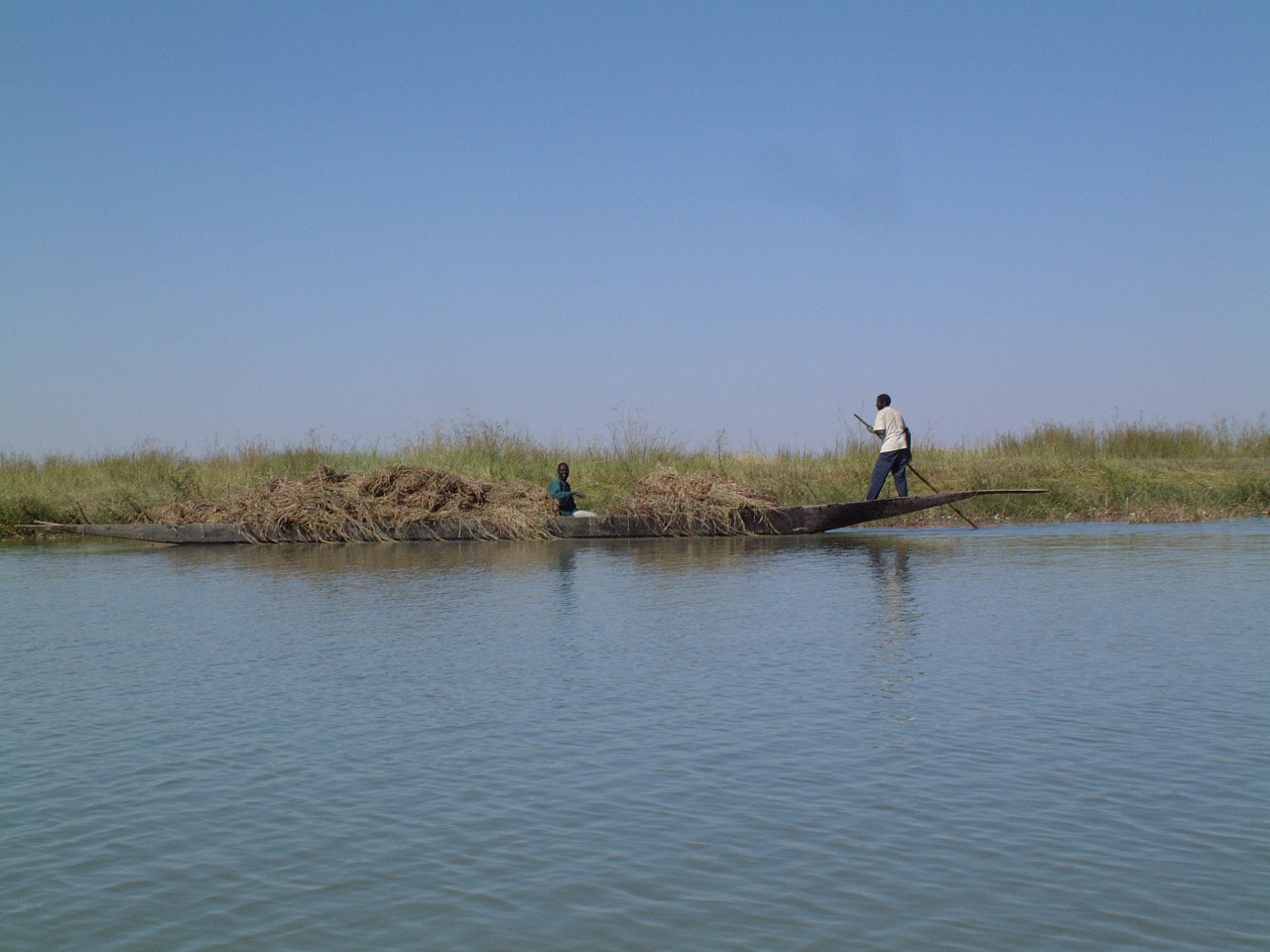
Водний транспорт на Нігері
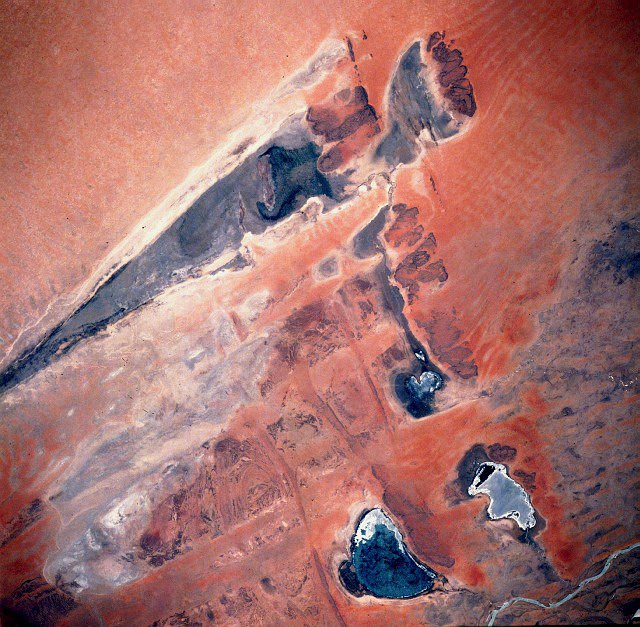
Озера Фігуїбіне з космосу

### Річки
Головні судноплавні річки — Нігер і Сенегал. Річка Нігер, що бере початок у Ґвінеї, у верхній течії протікає територією Малі в межах плато, що має загальний схил до північного сходу. Нижче міста Сегу русло річки розгалужується і утворює велику внутрішню дельту з численними протоками, озерами і болотами. У межах цієї дельти зведені великі гідротехнічні споруди, завдяки яким вода поступає по розподільних каналах на зрошування. Деякі з каналів прокладені по древніх руслах Нігеру. На крайньому південному заході країни піщані плато висотою понад 600 м обрамовують рівнини у верхніх частинах басейнів Нігеру і його притоки Бані. Нижче внутрішньої дельти Нігеру знаходиться зона недавнього підняття земної кори, яке обумовило різкі зміни в конфігурації русла цієї річки на ділянці між містами Мопті і Гао.

### Озера
Річки країни належать басейну Атлантичного океану, басейн Нігеру, на крайньому заході — басейн Сенегала; на півночі значні безстічні області пустелі Сахара.

## Тваринний світ
У зоогеографічному відношенні більша північна частина території країни відноситься до Сахаро-Аравійської провінції Середземноморської підобласті Голарктичної області, південні області в долині Нігеру — до Східноафриканської підобласті Ефіопської області.

## Стихійні природні явища
На території країни спостерігаються небезпечні природні явища і стихійні лиха: жаркі посушливі вітри-харматани, що дмуть з Сахари спричинюють важкі повторювані посухи на півдні; нечасті повіді на річці Нігер.

## Природні ресурси

### Мінеральні ресурси
Надра Малі багаті на ряд корисних копалин: золото, фосфати, каолін, кам'яну сіль, вапняк, уранові руди, гіпс, граніт, боксити, залізну руду, марганець, олово, мідь.

### Водні ресурси
Загальні запаси відновлюваних водних ресурсів (ґрунтові і поверхневі прісні води) становлять 100 км³. Станом на 2012 рік в країні налічувалось 3,78 тис. км² зрошуваних земель.

### Земельні ресурси
Земельні ресурси Малі (оцінка 2011 року):
- придатні для сільськогосподарського обробітку землі — 34,1 %,
  - орні землі — 5,6 %,
  - багаторічні насадження — 0,1 %,
  - землі, що постійно використовуються під пасовища — 28,4 %;
- землі, зайняті лісами і чагарниками — 10,2 %;
- інше — 55,7 %[1].

## Охорона природи
Серед екологічних проблем варто відзначити:
- знеліснення;
- ерозію ґрунтів;
- спустелювання;
- недостатні запаси питної води;
- браконьєрство.

Малі є учасником ряду міжнародних угод з охорони навколишнього середовища:
- Конвенції про біологічне різноманіття (CBD),
- Рамкової конвенції ООН про зміну клімату (UNFCCC),
- Кіотського протоколу до Рамкової конвенції,
- Конвенції ООН про боротьбу з опустелюванням (UNCCD),
- Конвенції про міжнародну торгівлю видами дикої фауни і флори, що перебувають під загрозою зникнення (CITES),
- Базельської конвенції протидії транскордонному переміщенню небезпечних відходів,
- Конвенції з міжнародного морського права,
- Монреальського протоколу з охорони озонового шару,
- Рамсарської конвенції із захисту водно-болотних угідь[11],
- Міжнародної конвенції з регулювання китобійного промислу[1].

## Фізико-географічне районування
У фізико-географічному відношенні територію Малі можна розділити на _ райони, що відрізняються один від одного рельєфом, кліматом, рослинним покривом: .

### Українською
- Атлас світу / голов. ред. І. С. Руденко ; зав. ред. В. В. Радченко ; відп. ред. О. В. Вакуленко. — К. : ДНВП «Картографія», 2005. — 336 с. — ISBN 9666315467.
- Атлас. 7 клас. Географія материків і океанів / Укладачі О. Я. Скуратович, Н. І. Чанцева. — К. : ДНВП «Картографія», 2014.
- Барановська О. В. Фізична географія материків і океанів : навч. посіб. для студентів ВНЗ : [у 2 ч.]. — Н. : Ніжинський державний університет ім. Миколи Гоголя, 2013. — 306 с. — ISBN 978-617-527-106-3.
- Бєлозоров С. Т. Африка : фізико-географічний нарис. — вид. 2-ге, перероб. і доп. — К. : Радянська школа, 1957. — 232 с.
- Гілецький Й. Р. Природні ресурси світу : Навч. посібник. — Львів : Світ, 2004. — 304 с. — ISBN 966-603-307-0
- Гожик П. Ф., Лялько В. І., Бабаєв Ю. Ю. Регіональна геологія світу. — К. : Наук. думка, 2015. — 424 с.
- Малі // Гірничий енциклопедичний словник : [у 3-х тт.] / за ред. В. С. Білецького. — Д. : Східний видавничий дім, 2004. — Т. 3. — 752 с. — ISBN 966-7804-78-X.
- Костів Л. Я. Фізична географія материків і океанів. Африка : навч.-метод. посібник. — Л. : Видавничий центр ЛНУ імені Івана Франка, 2017. — 184 с. — ISBN 978-617-10-0374-3.
- Маринич О. М., Шищенко П. Г., Пащенко В. І. Фізична географія світу : Підручник.  — К. : Вища школа, 2002. — 463 с. — ISBN 966-642-018-4
- Панасенко Б. Д. Фізична географія материків : навч. посіб. : в 2 ч. — В. : ЕкоБізнесЦентр, 1999. — 200 с.
- Палієнко В. І., Шищенко П. Г., Бойко В. М. Фізична географія світу : Навч. посібник. — К. : КНУ ім.  Т. Шевченка, 2016. — 246 с. — ISBN 978-966-439-918-1
- Фізична географія материків та океанів : Підручник у 2-х т. / Ред. П. Г. Шищенко. — К. : Київський університет, 2020. — Т. 2. Африка, Америка, Австралія, Антарктида, Океани. — 470 с. — ISBN 978-966-439-989-8
- Юрківський В. М. Регіональна економічна і соціальна географія. Зарубіжні країни: Підручник. — 2-ге. — К. : Либідь, 2001. — 416 с. — ISBN 966-06-0092-5.

### Англійською
- (англ.) Graham Bateman. The Encyclopedia of World Geography. — Andromeda, 2002. — 288 с. — ISBN 1871869587.

### Російською
- (рос.) Авакян А. Б., Салтанкин В. П., Шарапов В. А. Водохранилища. — М. : Мысль, 1987. — 326 с. — (Природа мира)
- (рос.) Алисов Б. П., Берлин И. А., Михель В. М. Курс климатологии [в 3-х тт.] / под. ред. Е. С. Рубинштейна. — Л. : Гидрометиздат, 1954. — Т. 3. Климаты земного шара. — 320 с.
- (рос.) Апродов В. А. Вулканы. — М. : Мысль, 1982. — 368 с. — (Природа мира)
- (рос.) Апродов В. А. Зоны землетрясений. — М. : Мысль, 2010. — 462 с. — (Природа мира) — ISBN 978-5-244-01122-7.
- (рос.) Мали // Африка: энциклопедический справочник [в 2-х тт.] / гл. ред. А. А. Громыко. — М. : Советская энциклопедия, 1986. — Т. 2. К-Я. — 671 с.
- (рос.) Бабаев А. Г., Зонн И. С., Дроздов Н. Н., Фрейкин З. Г. Пустыни. — М.  : Мысль, 1986. — 320 с. — (Природа мира)
- (рос.) Браун Л. Африка. — М. : Прогресс, 1976. — 288 с. — (Континенты, на которых мы живем)
- (рос.) Букштынов А. Д., Грошев Б. И., Крылов Г. В. Леса. — М. : Мысль, 1981. — 316 с. — (Природа мира)
- (рос.) Власова Т. В. Физическая география материков. С прилегающими частями океанов. Южная Америка, Африка, Австралия и Океания, Антарктида. — 4-е, перераб. — М. : Просвещение, 1986. — 269 с.
- (рос.) Гвоздецкий Н. А., Голубчиков Ю. Н. Горы. — М. : Мысль, 1987. — 400 с. — (Природа мира)
- (рос.) Гвоздецкий Н. А. Карст. — М. : Мысль, 1981. — 214 с. — (Природа мира)
- (рос.) Географический энциклопедический словарь: географические названия / под. ред. А. Ф. Трёшникова. — 2-е изд., доп. — М. : Советская энциклопедия, 1989. — 585 с. — ISBN 5-85270-057-6.
- (рос.) Исаченко А. Г., Шляпников А. А. Ландшафты. — М. : Мысль, 1989. — 504 с. — (Природа мира) — ISBN 5-244-00177-9.
- (рос.) Словарь современных географических названий / под общей редакцией акад. В. М. Котлякова. — Екатеринбург : У-Фактория, 2006.
- (рос.) Лобова Е. В., Хабаров А. В. Почвы. — М. : Мысль, 1983. — 304 с. — (Природа мира)
- (рос.) Максаковский В. П. Географическая картина мира. Книга I: Общая характеристика мира. — М. : Дрофа, 2008. — 495 с. — ISBN 978-5-358-05275-8.
- (рос.) Максаковский В. П. Географическая картина мира. Книга II: Региональная характеристика мира. — М. : Дрофа, 2009. — 480 с. — ISBN 978-5-358-06280-1.
- (рос.) Поспелов Е. М. Географические названия мира: Топонимический словарь. — М. : АСТ, 2005.
- (рос.) Мали // Страны Африки. Политико-экономический справочник / ред. В. Солодовников, В. Румянцев. — М. : Издательство политической литературы, 1969. — 318 с.
- (рос.) Физико-географический атлас мира. — М. : Академия наук СССР и Главное управление геодезии и картографии ГУГК СССР, 1964. — 298 с.
- (рос.) Энциклопедия стран мира / глав. ред. Н. А. Симония. — М. : НПО «Экономика» РАН, отделение общественных наук, 2004. — 1319 с. — ISBN 5-282-02318-0.